# Bruno Carette
Pour les articles homonymes, voir Carette.
Bruno Carette, né le 26 novembre 1956 à Alger et mort le 8 décembre 1989 à Paris 13e, est un comédien et humoriste français.
Il a fait partie du groupe comique Les Nuls sur la chaîne de télévision Canal+.

## Biographie

### Enfance et débuts
Bruno Carette naît à Saint-Eugène, près d’Alger. Fils d'un ingénieur, il vit ses premiers mois en Algérie avant de passer son enfance au Maroc. Il est le frère du metteur en scène et homme politique Didier Carette.
Dans les années 1960, il quitte le Maroc avec sa famille, dont son frère et sa sœur, pour gagner la France, en même temps que toute une génération de pieds-noirs. Il exerce divers petits métiers pour vivre, parmi lesquels animateur au Club Med et démarcheur en assurances. Il intègre même le Big Bazar de Michel Fugain, grâce à son oncle, le chanteur Georges Blaness. Sa tante se nomme Lucette Raillat, chanteuse également.

### Carrière audiovisuelle
Dans les années 1980, Bruno Carette fait la connaissance de Chantal Lauby, speakerine à Radio France Côte d’Azur. Ensemble, ils animent, sur la chaîne de télévision FR3 Marseille, les émissions Azur Rock, Un petit clip vaut mieux qu’une grande claque, ainsi qu’une émission comique à sketchs, Bzzz ! réalisées par Philippe Carrese. L’originalité de leur ton leur permet d’être vite remarqués par Alain de Greef et Albert Mathieu, les directeurs des programmes de la chaîne Canal+.
Ils vont ensuite faire deux rencontres capitales : Alain Chabat et Dominique Farrugia (Bruno improvisait ses surnoms comme « Prince de la nuit » ou « La petite reine du Caucase » dans le JTN). Au début, le courant ne passe pas très bien, mais quand Pierre Lescure leur dit que leur projet a été annulé, ils se revoient et décident d'aller jusqu'au bout.
À Paris, Bruno vit d'abord en colocation avec Chantal Lauby avant d'habiter dans un grand studio situé sur l'Île Saint-Louis.
En 1986, Carette, Chabat et Lauby (Farrugia, scénariste, n’apparaît pas encore à l'écran) débutent à Canal + avec la série parodique Objectif Nul, narrant la vie à bord d’un vaisseau spatial, le Libérator. La série est écrite dans l'appartement de Chantal et Bruno. Bruno Carette y interprète Zeitoun, le cuisinier pied-noir. Déjà, le quatuor y impose son humour absurde, où les références télévisuelles et cinématographiques pullulent. Inspirée de Star Trek, la série rencontre un grand succès et remporte en 1987 le 7 d'Or pour la meilleure émission humoristique.
Durant la saison 1987-1988, l'équipe anime, lors de l'émission Nulle part ailleurs, le JTN (le Journal Télévisé Nul). Dominique Farrugia apparaît enfin à l'écran et le quatuor devient alors un groupe d’humoristes : Les Nuls (nom donné par Philippe Gildas, alors présentateur de Nulle Part Ailleurs). Il s’agit d’une parodie des journaux télévisés français, où Les Nuls tournent en dérision l’actualité avec des pastiches, des détournements ou des fausses publicités. C'est aussi là que Bruno interprétera une galerie de personnages délirants, notamment le pétomane Misou-Mizou avec des tubes du Top 50. Les Nuls y confirment leur sens de la parodie, assez proche de l’esprit des Monty Python, et deviennent les piliers de l’humour à Canal+. Leurs qualités d’écriture, mais aussi d’interprétation, en font le groupe comique français le plus populaire de la fin des années 1980, avec Les Inconnus.
Ses amis des Nuls décrivent Bruno Carette comme quelqu'un de très généreux, un comédien dans le sens noble du terme.
En 1988, il tourne dans son premier film, Sans peur et sans reproche, comédie médiévale proche du café-théâtre par son humour et sa distribution, avec Gérard Jugnot, Martin Lamotte et Michel Blanc, entre autres. Les Nuls décident d’arrêter le JTN au bout d'un an.
Dans le même temps, Canal+ leur confie trois projets à rendre d'ici juin 1989. Seulement deux projets sont présentés : TVN 595, chaîne de télévision fictive, et La nuit la plus nuls, en 1989. Enfin, ils animent, dès août 1989, A.B.C.D. Nuls, émission intégrée à Nulle Part Ailleurs. Cette même année, Carette décroche son premier et unique grand rôle au cinéma, dans Milou en mai de Louis Malle, où il incarne un routier obsédé et anticommuniste. Il révèle alors une nouvelle facette de son talent. Sa prestation est accueillie très favorablement par la critique.

### Mort
Lors de l'été 1989, pendant des vacances en Égypte, Bruno Carette tombe malade. Il part se reposer à Cagnes-sur-Mer, chez sa mère, pensant au début à une mauvaise grippe. Il est finalement hospitalisé le 31 octobre à l'hôpital de la Pitié-Salpêtrière (Paris 13e).
Alain Chabat affirme tout d'abord dans l'épisode daté du 30 octobre 1989 d’A.B.C.D. Nuls : « Nous devons des explications à notre public, Bruno est malade et il ne viendra pas de la semaine,. » Puis, il déclare dans la presse que son collègue a « contracté un virus en Égypte ». C'est dans cet hôpital que Bruno décide de remplir les quatre pages de vote des 7 d'or. Il a même écrit des sketches sur les hôpitaux. Paralysé, il ne voit plus (il se fait lire les journaux) puis tombe dans le coma.
André Rousselet, à l'époque PDG de Canal+, essaye de voir si de grands médecins, en France ou ailleurs, peuvent le sauver. Malgré tout, les médecins décident, trois jours avant sa mort, de tenter un nouveau traitement, en vain. Tout le monde autour de lui pense à son retour, en janvier 1990. La dernière fois que Chantal Lauby va voir Bruno, ce dernier lui dit : « C'est bien que tu l'aies fait », à propos de ses prestations au théâtre.
Après deux mois de maladie, Bruno Carette meurt le vendredi 8 décembre 1989, des suites d’une leucoencéphalopathie multifocale progressive, une infection opportuniste rendue possible par le sida. Il est inhumé au cimetière des Semboules, à Antibes. La cause de sa mort est restée longtemps secrète, en raison du tabou que représentait alors le sida.
L'équipe des Nuls gagne par la suite un 7 d'or pour l'émission TVN 595. Ce trophée remporté pour Bruno a été offert à sa mère. Depuis, Les Nuls n'hésitent pas à rendre hommage à leur meilleur ami, comme dans le film La Cité de la peur en 1994 : on le voit à la télévision dans le rôle du fameux Misou-Mizou montant les marches du festival de Cannes (séquence enregistrée lors d'un Nulle part ailleurs en direct du festival quelques années auparavant). On peut aussi voir d'autres hommages quand Alain Chabat cite le nom de « Grimaldi » (en référence au rôle que joue Carette dans Milou en mai).
Le 11 décembre 1989, l'émission Nulle part ailleurs est consacrée uniquement à Bruno Carette. On y voit le présentateur Philippe Gildas retracer avec émotion, seul, la carrière de Bruno Carette : les sketchs des Nuls ou encore sa prestation dans Milou en mai.
Gilles Verlant, ami des Nuls, concocte un livre consacré aux dix ans des Nuls qui comprend un chapitre hommage à Bruno Carette, et une cassette VHS, Bruno Carette avec Les Nuls, sortie en 1997 dans le Canal + magazine.

## Filmographie
- 1987 : Cinématon no 979, de Gérard Courant : lui-même[13]
- 1988 : Sans peur et sans reproche, de Gérard Jugnot : Grégoire
- 1988 : Palace, série de Jean-Michel Ribes : trois épisodes (dont un où il joue le rôle de Conrad Plantagrain, avec également Chantal Lauby et Alain Chabat)
- 1989 : Laisse-moi jouer, clip du groupe PSY[14]
- 1989 : Milou en mai, de Louis Malle : Grimaldi
- 1994 : La Cité de la peur, d'Alain Berbérian : Misou-Mizou (caméo posthume)

## Télévision
- 1983-1984 : Azur Rock, un petit clip vaut mieux qu'une grande claque (FR3 Côte d'Azur)
- 1984-1986 : Bzzz... (FR3 Côte d'Azur)
- 1986-1987 : Objectif Nul (Canal+)
- 1987-1988 : Le JTN (dans Nulle part ailleurs, Canal+)
- 6 février 1988 : Champs-Élysées. Le temps d'un soir, Le JTN s'exporte sur Antenne 2 ; le public de Michel Drucker est très surpris[15].
- 1988-1989 :
  - intervention dans Nulle part ailleurs (Canal+)
  - TVN 595 (Canal+)
  - La Nuit La Plus Nuls (Canal+)
- 1989 : A.B.C.D. Nuls (Canal+)
- 6 septembre 1989 : Sacrée Soirée (avec Elsa). Le temps d'un soir, A.B.C.D. Nuls s'exporte sur TF1[5].
- 1990-1992 : Les Nuls, l'émission (dans la rubrique caméo « La Redif. », Canal+)

## Publicité
- 1986 : Spots promo Canal+ (avec Les Nuls)
- 1988 : voix de six spots radio de trente secondes pour les autoradios Philips[5].